# Mănăstirea Humorului
Mănăstirea Humorului is een Roemeense gemeente in het district Suceava.
Mănăstirea Humorului telt 3676 inwoners.

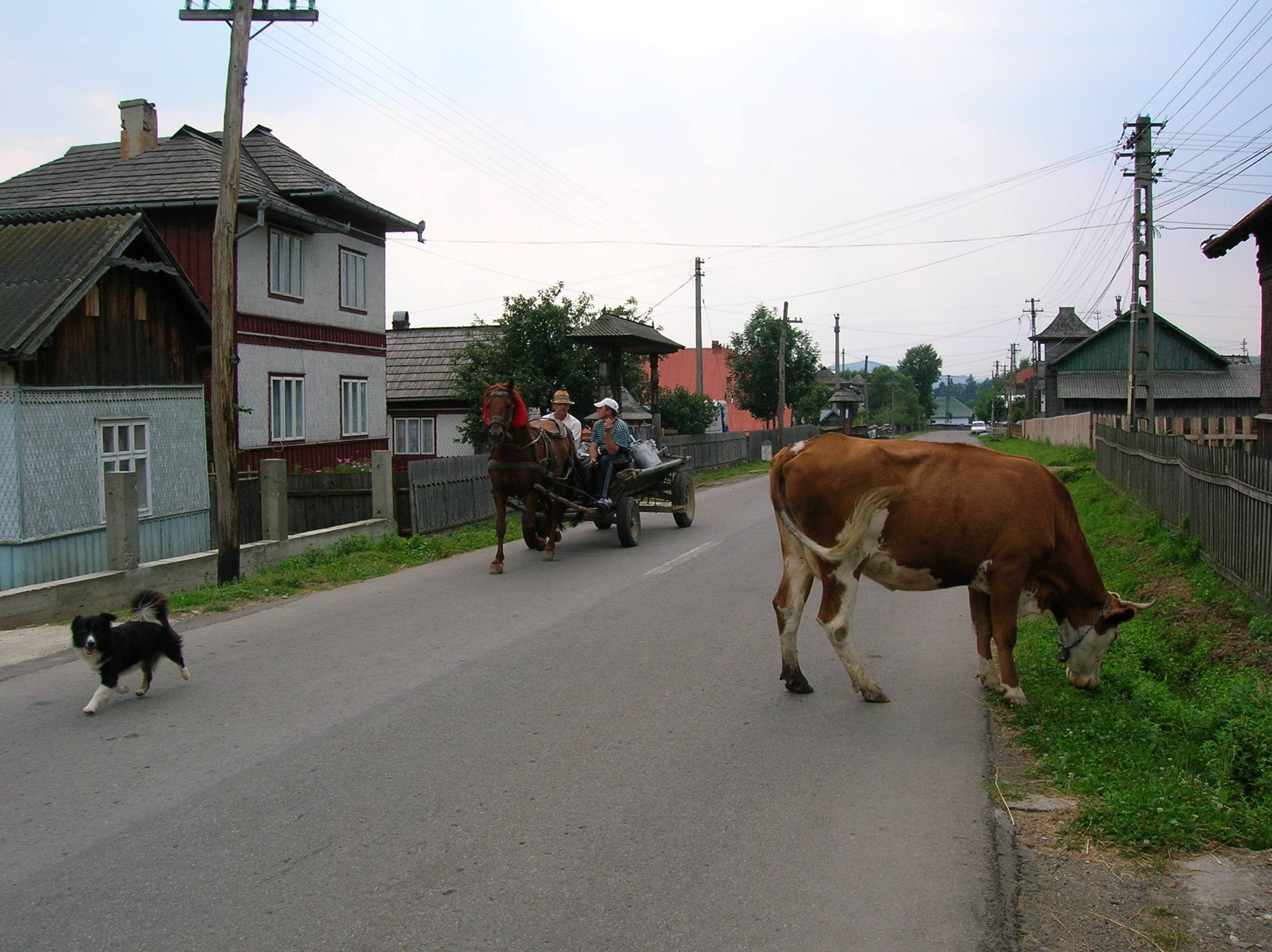
Mănăstirea Humorului